# You Spin Me Round (Like a Record)
"You Spin Me Round (Like a Record)" je Hi-NRG/New Wave song od britské kapely Dead or Alive pocházející z alba Youthquake; album bylo publikováno roku 1985. Původní píseň byla delší než čtyři minuty a pro album byla upravena na délku 3:19. Protože se prodalo více než 500 000 desek, byla písni certifikována "zlatá deska".
Píseň ale zaznamenala ještě i jiný úspěch, hit-makerské trio Stock, Aitken & Waterman poprvé měli svůj #1 hit ve Velké Británii. Song byl publikován skrz firmu Epic Records v listopadu 1984. V USA se píseň dostala do #11 příčky Billboard Hot 100.
Píseň napsali Pete Burns, Wayne Hussey, Mike Percy, Tim Lever, Steve Coy a produkovalo trio Stock, Aitken & Waterman. Video režíroval Vaughan Arnell a Anthea Benton.
Syntetické smyčce byly založeny na klasickém díle Ride of the Valkyries (Jízda valkýr) od Richarda Wagnera.
Píseň coverovali následující umělci:
- Dope (2000)
- Jessica Simpson (2007)
- Thalía (2002)
- Eiffel 65
- Flo Rida (2009)

## Hitparáda
| Hitparáda (1984-1985)              | Příčka |
| ---------------------------------- | ------ |
| Australian Singles Chart           | 3      |
| Media Control Charts               | 2      |
| Italian Singles Chart              | 3      |
| Swiss Music Charts                 | 1      |
| UK Singles Chart                   | 1      |
| U.S. Billboard Hot 100             | 11     |
| U.S. Billboard Hot Dance Club Play | 4      |